# Julio Marenales
Julio Ángel Marenales Sainz (Canelones, 24 de enero de 1930-Salto, 14 de mayo de 2019) fue un político y guerrillero uruguayo perteneciente al Movimiento de Liberación Nacional-Tupamaros. Era conocido como «el viejo Julio».

## Biografía
De oficio obrero picapedrero, de joven también trabajó como carpintero. Egresó de la Escuela de Bellas Artes en 1956, donde también ejerció la docencia. A los 34 años participó en la fundación del MLN-T.
Durante los años 1960 y principios de los 1970, desarrolló actividades de guerrilla urbana, participando en numerosos operativos guerrilleros. En 1972 fue preso permaneciendo recluido hasta 1985. Liberado con el advenimiento de la democracia, reinició sus actividades en el seno del MLN-T, en los aspectos organizativo e ideológico, aunque ahora sin pasar a la vía armada.
Ante la integración de los Tupamaros al Frente Amplio, impulsó la formación del Movimiento de Participación Popular, aunque sin postularse a cargos electivos. Era percibido como cabeza del "ala radical" del MPP. En 2006 encabezó una importante corriente que tuvo una nutrida votación en las elecciones internas del MPP.
A fines de 2009, ante la victoria electoral del candidato tupamaro José Mujica, planteó la posibilidad de debates ideológicos al interior de su fuerza política y propuso que sus militantes se integren a cargos de gobierno.
En noviembre de 2010 reclamó mayor coparticipación de los sectores populares en la conducción del Frente Amplio, al que considera afectado por "métodos de conducción diferentes".
En marzo de 2011 su línea se impuso en la interna del MPP.